# Paddy O’Day
Paddy O’Day ist ein US-amerikanisches Filmmusical von Lewis Seiler aus dem Jahr 1935 mit Jane Withers und Rita Hayworth. Als Vorlage diente eine Geschichte von Sonya Levien.

## Handlung
Die achtjährige Paddy O’Day reist mit ihrem kleinen Hund Tim auf einem Schiff von Irland nach New York, um bei ihrer Mutter zu leben, die dort als Köchin bei einer wohlhabenden Familie arbeitet. Auf Ellis Island angekommen, teilt ihr Tom McGuire, ein Beamter der Einwanderungsbehörde, mit, dass ihre Mutter sie nicht abholen könne, da sie krank sei. In Wahrheit jedoch ist Paddys Mutter vor ein paar Tagen verstorben. Obwohl McGuire Mitleid für Paddy empfindet und es deshalb nicht über sich bringt, Paddy die Wahrheit zu sagen, will er sie umgehend nach Irland zurückschicken. Die hübsche Tamara Petrovitch, eine Einwanderin aus Russland, mit der sich Paddy auf der Überfahrt angefreundet und eine Kajüte geteilt hat, erfährt vom Tod von Mrs. O’Day. Da Paddy keine weiteren Verwandten in der irischen Heimat mehr hat, will sich Tamara um das kleine Mädchen kümmern. McGuire lässt sich jedoch nicht umstimmen. Paddy flieht daraufhin im Container eines Lastwagens von Ellis Island und begibt sich anschließend auf den Weg zu ihrer Mutter.
Nachdem sie in einen Konflikt mit ein paar Straßenkindern geraten ist, die sich über ihren irischen Akzent lustig machen, beauftragt ein mitfühlender Polizist einen Taxifahrer, Paddy nach Southampton zum Arbeitsplatz ihrer Mutter mitzunehmen. Dort lebt, zusammen mit seinen dominanten Tanten Flora und Jane, der schüchterne Roy Ford, der nichts lieber tut, als Lieder zu schreiben und sich seiner Sammlung von ausgestopften Vögeln zu widmen. Als Paddy in Roys Haus eintrifft, erfährt sie schließlich durch das Hausmädchen Dora, dass ihre Mutter verstorben ist. Angesichts Paddys unglücklicher Situation überredet Dora die anderen Diener der Fords, Paddy im Haus aufzunehmen und dort zu verstecken. Als Flora und Jane sich auf eine Reise begeben wollen und dafür ihre Sachen packen, hören sie, wie Paddys Hund Tim die Hauskatze verfolgt. Paddy bekommt Tim zu fassen und flüchtet in Roys Zimmer, wo sie gerade noch verhindern kann, dass sich Tim auf einen der ausgestopften Vögel stürzt. Roy ist darüber erleichtert und verschweigt Paddys Aufenthalt seinen Tanten gegenüber, als diese in sein Zimmer treten, um sich zu verabschieden.
Eines Tages besuchen Tamara und ihr Cousin Mischa Paddy in ihrer vorübergehenden Bleibe. Tamara ist überzeugt, dass Paddy bei ihr besser aufgehoben ist, da die Einwanderungsbehörde Paddy aller Wahrscheinlichkeit nach früher oder später bei den Fords suchen würde. Roy ist mit dem Vorschlag einverstanden. Da er sich zu Tamara sofort hingezogen fühlt, lässt er sich auch kurze Zeit später von Mischa überreden, 10.000 Dollar in dessen Café zu investieren, um daraus ein Showtheater zu machen. Obwohl ihn Tamara vor Mischas übereifriger Idee warnt, will Roy dennoch Teilhaber werden, hofft er doch, Tamara auf diese Weise näher kennenzulernen. Schon bald ist Roys Haus voll von lebendigen Vögeln in Käfigen. Durch seine neuen Freunde kommt er immer mehr aus seinem Schneckenhaus heraus, schreibt Songs für die Show und tritt neben Tamara und Paddy sogar auf der Bühne auf.
Als seine Tanten von ihrer Reise zurückkehren, sind sie mehr als empört über das veränderte Verhalten und die neuen Bekanntschaften ihres Neffen. Sie beschließen daher, Paddy und Tamara der Einwanderungsbehörde auszuliefern und Roy in ein Sanatorium zu schicken, bis er wieder der Alte ist. Nach einer weiteren Show, die vom Publikum umjubelt aufgenommen wird, tauchen Flora und Jane zusammen mit McGuire hinter der Bühne auf, um Paddy und Tamara festzunehmen. Um sie vor ihrem Schicksal zu bewahren, beschließt Roy, Paddy zu adoptieren und seinen Tanten zu enthüllen, dass er Tamara einen Tag zuvor heimlich geheiratet hat. Paddy und Tamara können so nicht mehr abgeschoben werden. Während seine Tanten in Ohnmacht fallen, schließen sich Roy und Tamara in die Arme.

## Hintergrund
Rita Hayworth, die in Paddy O’Day noch unter dem Namen Rita Cansino auftrat, wurde von Winfield Sheehan, dem Vizepräsidenten der Fox Film Corporation, seinerzeit entdeckt und von ihm speziell für die Rolle der Tamara Petrovitch ausgesucht, um ihr nach drei Rollen mit nur wenig bzw. keinem Dialog die Chance zu geben, neben ihrem tänzerischen auch ihr schauspielerisches Talent zeigen zu können. Daraufhin wollte er Hayworth in dem prestigeträchtigen Technicolor-Film Ramona als Titelheldin besetzen. Als die Fox jedoch 1935 kurz nach Beendigung der Dreharbeiten von Paddy O’Day mit Darryl F. Zanucks Studio 20th Century Pictures zu 20th Century Fox fusionierte, besetzte Zanuck die Rolle der Ramona mit Loretta Young. Zudem entließ er eine Reihe von Schauspielern der Fox, darunter auch Hayworth, die sich in der Folgezeit mit B-Filmen kleiner unabhängiger Produktionsfirmen über Wasser halten musste, ehe sie 1937 von Columbia Pictures erneut bei einem größeren Filmstudio fest unter Vertrag genommen wurde.
Zu Zanucks Missfallen war Paddy O’Day als rivalisierendes Produkt der Fox für sein moderates Budget sowohl beim Publikum als auch bei den Kritikern beliebt.

## Musik- und Tanznummern
- I Like a Balalaika (Troy Sanders/Edward Eliscu)
- Keep That Twinkle in Your Eye (Sanders/Eliscu)
- Changing My Ambitions (Pinky Tomlin)
- Which Is Which (Harry Akst/Sidney Clare)

## Kritiken
„Jane Withers beschert viele Lacher und einige Tränen in dieser einfachen, kleinen Geschichte über die Abenteuer eines irischen Waisenkinds in New York“, befand Photoplay. Weekly Variety zufolge mache Rita Hayworth „einen netten Eindruck, obwohl sie eher als Tänzerin denn als Schauspielerin bekannt ist“. Bosley Crowther von der New York Times schrieb seinerzeit, dass sich Jane Withers, die sich im Film „in das Herz aller Zuschauer singt und tanzt“, als „wahre Shirley Temple ihrer Altersgruppe (8 bis 10)“ erweise. Der Film verlaufe zudem „in einem guten Tempo“.
Bruce Eder vom All Movie Guide kam rückblickend zu dem Schluss, dass Paddy O’Day zeige, „wie gut selbst ein bescheidener kleiner B-Film sein kann“. Jane Withers sei „entzückend als tapferes, kleines, irisches Mädchen“. Behilflich sei ihr das Drehbuch, „das nur an strategischen Punkten übermäßig süß und sentimental erscheint“. Die 17-jährige Rita Hayworth wiederum mache „nicht nur eine gute Figur als Tänzerin“, sondern zeige auch „gute Ansätze bei ihrem ersten wirklichen Versuch als Schauspielerin“. Regisseur Lewis Seiler habe „die Handlung, Spannung und den Witz ebenso gut“ gehandhabt. Alles in allem sei Paddy O’Day „mit Sicherheit kein großartiger Film“, jedoch „ein tolles Beispiel für gute Unterhaltung mit Herz und einigen interessanten Botschaften“.